# Aplonis cantoroides
Aplonis cantoroides là một loài chim trong họ Sturnidae.